# Friedrich Bödeker
Friedrich Bödeker  (nom aussi orthographié Boedeker, né le 11 septembre 1867 et décédé le 9 avril 1937) est un botaniste allemand, spécialiste des cactus.
C'est un auteur dans la taxonomie des cactus avec la descriptions des genres Aztekium et Porfiria et de nombreuses espèces de la famille. Beaucoup de ses descriptions ont été publiées dans les journauxs "Monatsschrift der Deutschen Kakteen-Gesellschaft" et "Zeitschrift für Sukkulentenkunde".

## Publications
- (de) Ein Mammillarien-Vergleichs-Schlüssel. J. Neumann, 1933[2].